# Susumu Katsumata
Susumu Katsumata (jap. 勝俣 進, Katsumata Susumu; * 17. Februar 1956 in der Präfektur Yamanashi) ist ein ehemaliger japanischer Fußballspieler und -trainer.

## Karriere
Katsumata erlernte das Fußballspielen in der Schulmannschaft der Kofu Technical High School und der Universitätsmannschaft der Hōsei-Universität. Seinen ersten Vertrag unterschrieb er 1978 bei den Kofu SC. Der Verein spielte in der zweithöchsten Liga des Landes, der Japan Soccer League Division 2. Ende 1984 beendete er seine Karriere als Fußballspieler.